# Валеев, Ильяс Иштуганович
Илья́с Иштуга́нович Вале́ев (25 января 1949 года, деревня Таишево, Мечетлинский район, БАССР) — доктор педагогических наук (1999), профессор (2010), действительный член Академии педагогических и социальных наук (1995), Международной педагогической академии (1996), член-корреспондент Российской академии естествознания (2009), член Союза журналистов России и Республики Башкортостан (1998).

## Биография
Окончил Гурьевский государственный педагогический институт (1973), учитель истории.
- 1972—1973 — преподаватель географии Досорской восьмилетней школы Макатского района Гурьевской области;
- 1973—1975 — ответственный секретарь Макатского районного общества «Знание»;
- 1975—1978 — заведующий кабинетом политпросвещения райкома партии Макатского района Гурьевской области Казахской ССР;
- 1978—1982 — директор средней школы № 5 г. Уфы;
- 1982—1984 — инструктор отдела науки и учебных заведений Башкирского обкома КПСС;
- 1984—1991 — директор школы-интерната № 1 г. Уфы;
- 1991—2000 — директор средней школы № 124;
- 2001 год — профессор кафедры истории и культурологии Башкирского государственного аграрного университета.
- 2002—2004 — проректор по довузовской подготовки и переподготовке научно-педагогических кадров, директор лицея Башкирского государственного аграрного университета Республики Башкортостан.
- 2005—2009 — заведующий кафедрой педагогики и психологии Уфимской государственной академии экономики и сервиса (УГАЭС).

## Награды
Отличник просвещения СССР, Отличник народного образования РСФСР, Отличник просвещения ГДР, Почётная грамота ЦК ВЛКСМ, благодарность министерства просвещения СССР.
За заслуги в педагогической науки он награждён медалью К. Д. Ушинского, за цикл этнопедагогических исследований удостоен Международной премии им. академика Г. Н. Волкова, за труды по патриотическому воспитанию молодежи награждён медалью М. М. Джалиля, за монографию «Российская деревня в XX столетии» награждён медалью Т. С. Мальцева, за монографию «Народность и патриотизм» удостоен премии им. Степана Злобина.
Автор более 300 научных и учебно-методических работ.

## Сочинения
- Национальное и общечеловеческое: историко-педагогический аспект. — Уфа: Изд-во АН РБ «Гилем», 2003. — 224 с.
- Мустай Карим: воин, поэт, гражданин. — М.: Герои Отечества, 2004. − 584 с.
- Общество и инновационная школа. — М.: Наука, 2005. — 217 с.
- Российская деревня в XX столетии. — Уфа: Изд-во АН РБ «Гилем», 2006. — 312 с.
- Мустай Карим — явление мировой культуры: В двух томах. Т.I — Уфа: Изд-во АН РБ «Гилем», 2007. − 480 с.
- Мустай Карим — явление мировой культуры: В двух томах. Т.II — Уфа: Изд-во АН РБ «Гилем», 2007. — 528 с.